# Phêrô Thuần
Phêrô Thuần hay Phêrô Đinh Văn Thuần là một ngư phủ theo đạo Công giáo, tử vì đạo dưới triều vua Tự Đức, được Giáo hội Công giáo Rôma phong Hiển Thánh vào năm 1988.
Ông sinh năm 1802 tại họ đạo Đông Phú, xứ Trung Đồng, Kẻ Mèn, tỉnh Thái Bình, nay thuộc xã Nam Trung, huyện Tiền Hải, tỉnh Thái Bình, thuộc Giáo phận Thái Bình. Ông mưu sinh bằng nghề đánh cá, làm lý trưởng, ông tích cực phục vụ công ích cho dân làng, bất kể lương giáo. Tháng 8 năm 1861, với chiếu chỉ Phân sáp của vua Tự Đức, mọi người, dù già hay trẻ, đều phải bỏ đạo và bước qua Thánh Giá. Ai theo Công giáo thì bị khắc hai chữ “tả đạo” trên má. Đất đai, ruộng vườn, nhà cửa và súc vật đều bị tịch thu hoặc phá hủy. Đầu năm năm 1862, việc bách hại đạo bao phủ toàn Giáo phận Trung (Giáo phận Bùi Chu ngày nay). Chính trong thời gian này này, ông Thuần bị bắt, tống giam vào ngục thất Ngọc Chí. Có lần, ông đã mất tinh thần nên đã chối đạo. Nhưng sau đó, ông đã xác tín niềm tin của mình. Ngày 6 tháng 6 năm 1862, cùng với Phêrô Đinh Văn Dũng, ông bị nhốt vào cũi tre và bị thiêu sinh. Thi thể an táng tại khuôn viên nhà thờ Đông Phú.